# وزارة الكهرباء والطاقة (اليمن)
وزارة الكهرباء والطاقة هي إحدى وزارات الحكومة اليمنية وتهدف الوزارة إلى تطوير خدمات الطاقة الكهربائية وإمداد المياه وخدمات الصرف الصحي في المدينة والريف للإستخدامات المختلفة المنزلية والصناعية والتجارية وتشجيع الاستثمار في هذه الانشطة.

## الوزير
الوزير الحالي هو مانع يسلم بن يمين منذ 28 يوليو 2022م.

## المهام والاختصاصات
تتولى وزارة الكهرباء والطاقة المهام والاختصاصات الآتية:
1- وضع السياسات والخطط والدراسات الاقتصادية والفنية لتنمية وانتاج الطاقة الكهربائية ونظم المياه والصرف الصحي وضمان احتياجات التنمية الانية والمستقبلية.
2- تطوير اساليب التشغيل والصيانة ورفع مستوى الكفاءة الانتاجية لمنشات الكهرباء والمياه والصرف الصحي والرقابة على تنفيذ النظم الفنية.
3- اقرار السياسات الخاصة بالتعرفة في مجالي الكهرباء والمياه طبقا للمعطيات الفنية والطبوغرافية والاقتصادية والاجتماعية.
4- تقييم مستوى تحصيل الإيرادات مقارنة بالإنتاج واتخاذ التدابير اللازمة لتحسين مستوى التحصيل.
5- متابعة التكنولوجيا الحديثة وتطبيقاتها والإفادة منها في تقليل تكلفة الإنتاج وفي عمليات توليد الطاقة الكهربائية وانتاج المياه وتصريف ومعالجة مياه الصرف الصحي.
6- وضع نظام للمعلومات يغطي انشطتها المختلفة بالتنسيق مع الجهات ذات العلاقة وذلك لخدمة اغراض رسم السياسات والخطط.
7- الرقابة على تنفيذ السياسات والمواصفات الفنية المعتمدة في مجالي الكهرباء والمياه.
8- تطوير التنظيم الإداري والمؤسسي لقطاعي الكهرباء والمياه والصرف الصحي لتحقيق الإدارة الاقتصادية للانشطة وكفاءة الاداء وباتجاه مبدا اللامركزية.
9- تشجيع القطاع الخاص للاستثمار في مجالي الكهرباء والمياه وكذا القطاع الاهلي في المشاركة في إدارة الخدمات المتصل بهما.
10- تقييم الخطط والمشاريع الاستثمارية في مجالات الكهرباء والمياه والصرف الصحي والرقابة على عملية التنفيذ والتشغيل.
11- الاشراف على المؤسسات والهيئات والشركات والمكاتب التابعة للوزارة والتنسيق فيما بينهما ومتابعة وتقييم انشطتها وفقا للقوانين النافذة.
12- اعداد الخطط لتنمية المورد البشري لضمان توفير كفاءة وطنية لتخطيط وادارة وتشغيل وصيانة منشات الكهرباء والمياه والصرف الصحي.
13- تنمية العلاقات مع المنظمات الدولية وكذا الدول في مجال نشاط الوزارة والإفادة منها في تنفيذ سياسات وخطط الوزارة وتبادل الخبرات.
14- اقتراح التشريعات والنظم في مجال نشاط الوزارة وبالتنسيق مع الجهات ذات العلاقة.
15- التنسيق مع الجهات ذات العلاقة في اعداد المواصفات والمقاييس في مجال صناعة الكهرباء والاشراف على تطبيقها.
16- الاشراف على منشات الكهرباء وتطوير اساليب التشغيل والصيانة ورفع مستوى الكفاية الانتاجية.
17- متابعة التطورات في تقنيات مصادر الطاقة الكهربائية المختلفة وابداء الراي في استخدام هذه المصادر.
18- الاهتمام بالطاقة الجديدة والمتجددة كبديل استراتيجي للطاقة التقليدية والعمل على تحقيق الاستفادة العظمى من المصادر الطبيعية المتاحة وذلك بالتنسيق مع الجهات ذات العلاقة.
19- تطوير وتحديث أعمال إنتاج ونقل وتوزيع واستخدام الطاقة الكهربائية وتحسين مستوى ادائها وخدماتها.
20- تطوير إدارة وخدمات المياه والصرف الصحي لتحسين مستوى الاداء.
21- إنشاء وتطوير شبكات الصرف الصحي ومحطات المعالجة بما يضمن إعادة استخدامها بصورة امنة للاغراض الزراعية والصناعية.
22- الاشراف على إدارة ضبط الجودة للمياه المنتجة من قبل المؤسسة أو القطاع الخاص.
23- التنسيق مع الهيئة العامة للموارد المائية وتبادل المعلومات معها في مجال رسم السياسات والخطط المائية وتطوير مصادر المياه والمحافظة عليها وضمان مصادر مياه مستديمة للاستهلاك المنزلي.
24- اعداد التقارير السنوية عن نشاط الوزارة ومستوى تنفيذ قرارات مجلس الوزراء حسب النماذج المعتمدة.

## الجهات التابعة
- المؤسسة العامة للكهرباء.